# Giro di Campania 1965
Il Giro di Campania 1965, trentatreesima edizione della corsa, si svolse il 1º aprile 1965 su un percorso di 265,8 km. La vittoria fu appannaggio dell'italiano Michele Dancelli, che completò il percorso in 7h32'45", precedendo i connazionali Roberto Poggiali e Gianni Motta. 

## Ordine d'arrivo (Top 10)
| Pos. | Corridore         | Squadra   | Tempo    |
| ---- | ----------------- | --------- | -------- |
| 1    | Michele Dancelli  | Molteni   | 7h32'45" |
| 2    | Roberto Poggiali  | Ignis     | s.t.     |
| 3    | Gianni Motta      | Molteni   | a 1'32"  |
| 4    | Vittorio Adorni   | Salvarani | s.t.     |
| 5    | Franco Cribiori   | Ignis     | a 2'51"  |
| 6    | Vito Taccone      | Salvarani | s.t.     |
| 7    | Angelo Conterno   | Sanson    | s.t.     |
| 8    | Franco Bitossi    | Filotex   | s.t.     |
| 9    | Bruno Peretti     | Legnano   | s.t.     |
| 10   | Marcello Mugnaini | Maino     | s.t.     |